# Associazione Calcio Agrigento 1942-1943
Questa pagina raccoglie le informazioni riguardanti l'Associazione Calcio Agrigento nelle competizioni ufficiali della stagione 1942-1943.

## Rosa
| N. |                   | Ruolo | Calciatore        |
| -- | ----------------- | ----- | ----------------- |
|    | Italia (bandiera) | A     | A. Biasioli       |
|    | Italia (bandiera) | P     | A. Carrà          |
|    | Italia (bandiera) | C     | Celestino Colombo |
|    | Italia (bandiera) | C     | G. Comelli        |
|    | Italia (bandiera) | P     | G. Dioli          |
|    | Italia (bandiera) | A     | G. Ferri          |
|    | Italia (bandiera) | A     | D. Friggè         |
|    | Italia (bandiera) | A     | Antonio Glaviano  |

| N. |                   | Ruolo | Calciatore     |
| -- | ----------------- | ----- | -------------- |
|    | Italia (bandiera) | D     | G. Grilletto   |
|    | Italia (bandiera) |       | M. Marabelli   |
|    | Italia (bandiera) | D     | Umberto Salemi |
|    | Italia (bandiera) | C     | F. Scanu       |
|    | Italia (bandiera) | A     | F. Sellan      |
|    | Italia (bandiera) | A     | G. Soldano     |
|    | Italia (bandiera) | A     | M. Zucchi      |